# Église Saint-Georges de Godovik
Pour les articles homonymes, voir Église Saint-Georges.
L'église Saint-Georges de Godovik (en serbe cyrillique : Црква Светог Ђорђа у Годовику ; en serbe latin : Crkva Svetog Đorđa u Godoviku) est une église orthodoxe serbe située à Godovik, dans le district de Zlatibor et dans la municipalité de Požega en Serbie. Elle est inscrite sur la liste des monuments culturels de grande importance de la république de Serbie (identifiant no SK 406) et elle fait partie d'un « ensemble » inscrit sur la liste des entités spatiales historico-culturelles de grande importance de la République (identifiant no PKIC 19),.

## Présentation de l'ensemble
Le village de Godovik est situé à proximité de Požega, dans une région qui abrite de nombreuses sources et des cours d'eau qui forment des cascades. De nombreux moulins y furent construits au XIXe siècle, dont un seul est aujourd'hui préservé. À proximité se trouve la maison de Vasilije Popović, issu d'une famille sacerdotale du ville, construite vers 1875 et une fontaine en pierre située au hameau de Pijaca, construite dans les années 1920. L'église Saint-Élie a été construite au XIXe siècle en 1855 et possède un clocher de style néo-baroque.

## L'église Saint-Georges

### Historique

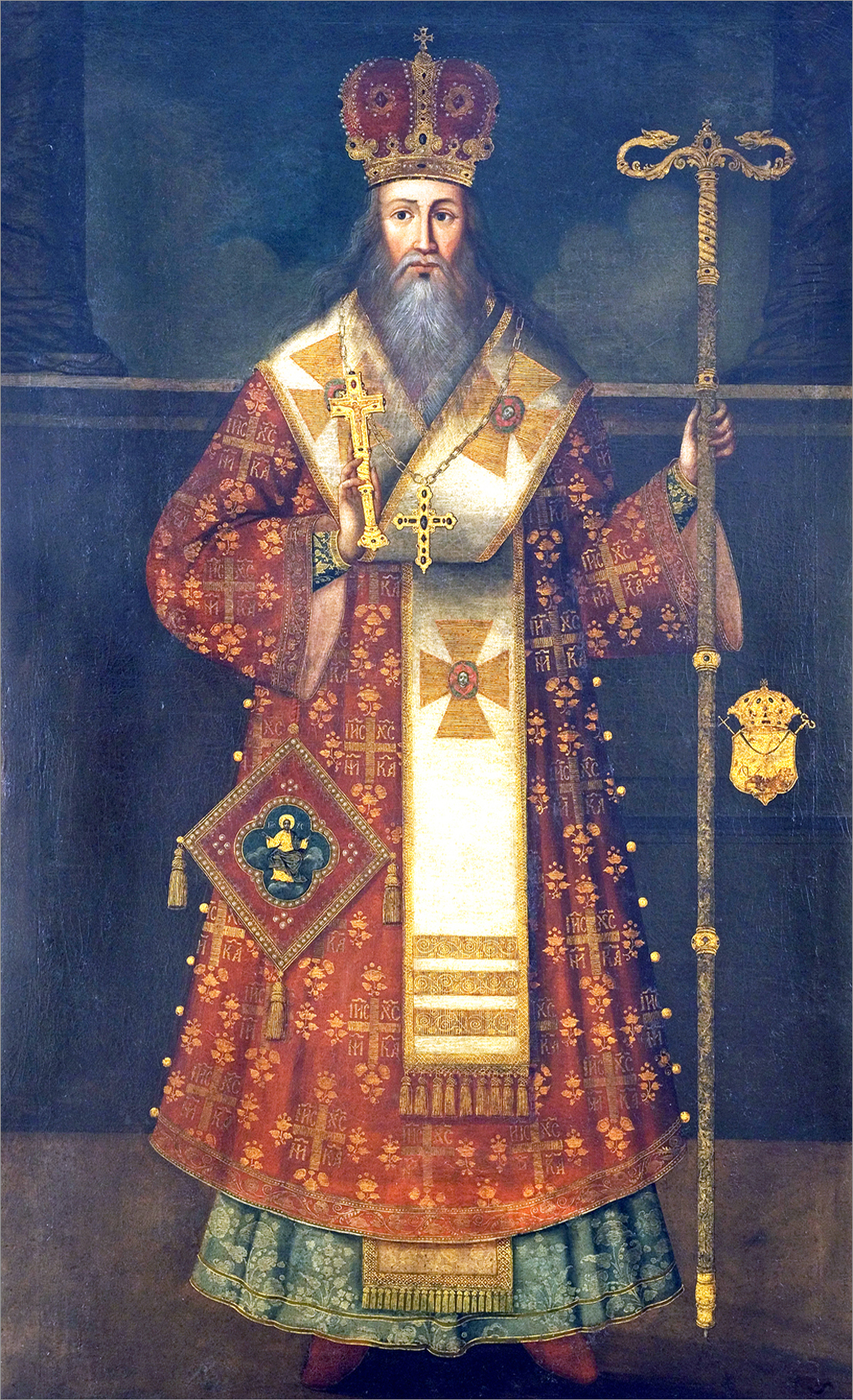
Le patriarche Arsenije III Čarnojević

L'église Saint-Georges constitue l'élément le plus important de l'ensemble. Elle a été construite au XIVe siècle en tant qu'église monastique, au moment où l'église Saint-Achille d'Arilje était un métoque du monastère de la ville.
Aucun document n'est disponible sur l'histoire de l'église jusqu'au milieu du XVIIe siècle ; à cette époque l'église fonctionne comme une église paroissiale ordinaire et elle a été consacrée en tant que telle par le patriarche Arsenije III Čarnojević en 1692. En 1780, à l'arrivée du hiéromoine Josif, le konak et les constructions en pierre alentour ont été entourés d'un mur dont il ne reste rien aujourd'hui. L'église a de nouveau été restaurée en 1808 et un narthex lui a été ajouté, détruit en 1813. En 1832, le prince Miloš Obrenović a fait don d'une cloche pour le nouveau clocher de l'église.

## Architecture et décoration
L'architecture de l'église se démarque en partie de l'architecture traditionnelle. L'édifice est constitué d'une nef unique surmontée d'un dôme en son centre et prolongée par une abside demi-circulaire ; elle dispose d'une voûte en berceau et l'abside est dotée d'une calotte en demi-sphère. L'église est construite en tuffeau et en pierres volcaniques grises ; le matériau de liaison est un mortier de chaux.
L'iconostase a été peinte en 1813 par des membres de la famille Lazović, peut-être par Aleksije Lazović de Zadar, le fils de Simeon Lazović.